# Tegare
Tegare (cyr. Тегаре) – wieś w Bośni i Hercegowinie, w Republice Serbskiej, w gminie Bratunac. W 2013 roku liczyła 195 mieszkańców.